# ТЭС Лагиша
ТЭС Лагиша (Łagisza) – угольная тепловая электростанция на юге Польши в десятке километров к северо-востоку от окраин Катовице.

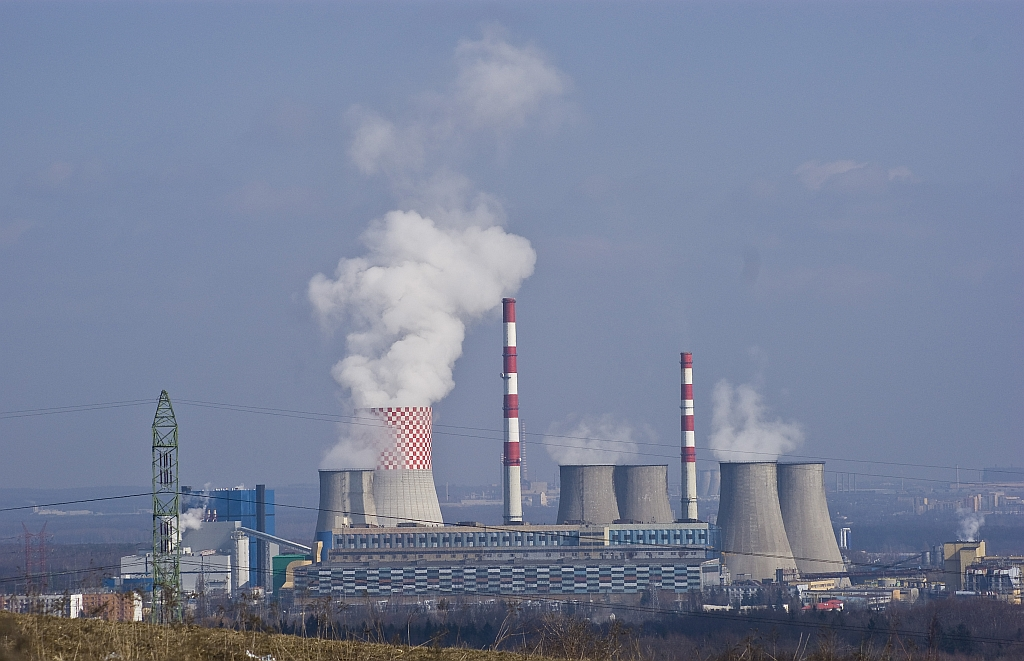
Общий вид станции. Слева парит градирня блока № 10. По центру снимка дымовая труба блоков 3 — 7, справа — дымовая труба блоков 1 — 2

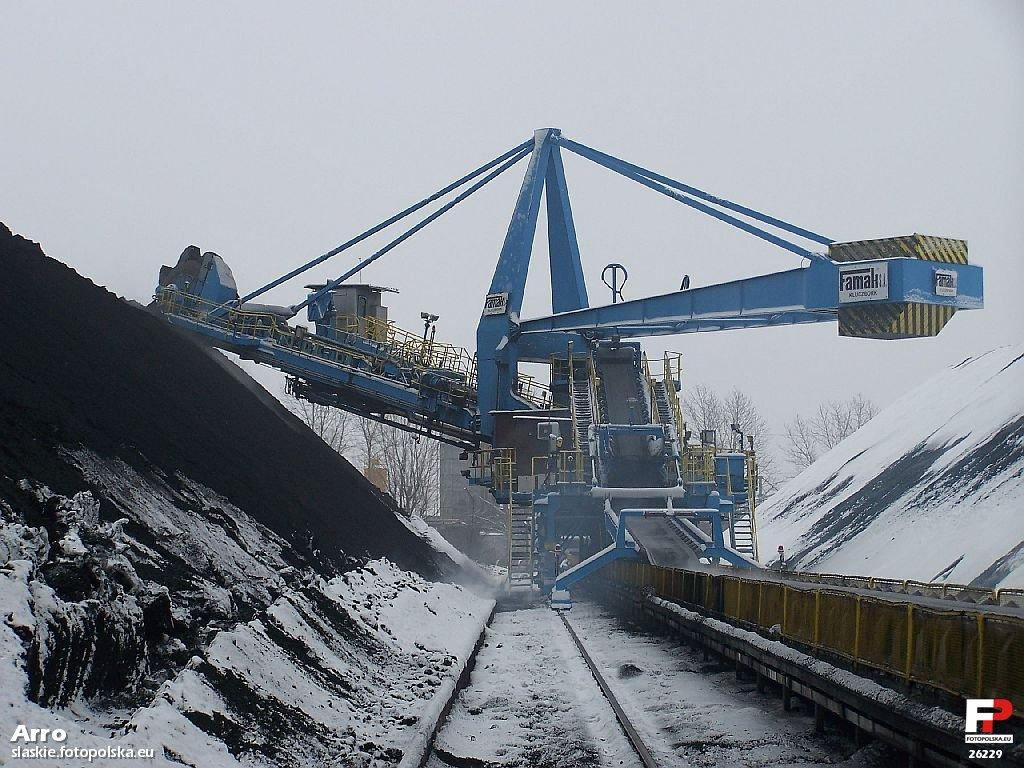
Загрузчик угля из комплекса оборудования станции

В 1963 году на площадке станции ввели в эксплуатацию первые два энергоблока мощностью по 125 МВт, которые имели импортированное из Великобритании оборудование — котлы производства Babcock&Wilcox и генераторные комплекты AEI Metropolitan Wickers. А с 1967 по 1970 годы вступили в строй ещё пять блоков мощностью по 120 МВт, которые были уже оснащены отечественными агрегатами. Котлы, турбины и генераторы для них изготовили компании Rafako (Рацибуж), Zamech (Эльблонг) и Dolmel (Вроцлав). Для удаления продуктов сгорания построили две дымовые трубы — первую для блоков 1 и 2 и вторую высотой 200 метров для блоков 3 — 7.
Из-за изношенности оборудования блок № 3 вывели из эксплуатации в 1998 году. То же самое произошло с блоком № 4 в 2009 году, тогда как блоки 1 и 2 исключили из списка генерирующих мощностей в 2013 году. Вскоре остановили и блок № 5.
Впрочем, выбытие устаревших объектов было в значительной мере компенсировано путём сооружения нового блока № 10, который вступил в строй в 2009 году. Здесь установлен первый в мире котёл с циркулирующим кипящим слоем для сверхкритических параметров пара, созданный по технологии компании Sumitomo. При этом производителем котла выступила Foster Wheeler, а паровую турбину и генератор мощностью 460 МВт поставил концерн Alstom. Новый объект имеет топливную эффективность на уровне 43,3 %, при том, что аналогичный показатель для блоков предыдущей очереди составлял 36 %. Градирня блока достигает высоты 133 метров.
Ещё в 1982—1989 годах станции предоставили возможность выполнять функцию теплоцентрали, для чего смонтировали два водогрейных котла WP-70 мощностью по 81,4 МВт и тепловой пункт с двумя агрегатами по 28 МВт. В дальнейшем указанные котлы вывели из эксплуатации и заменили двумя теплообменниками UP–10 мощностью по 126 МВт на блоках 6 и 7. Впрочем, фактическая совокупная тепловая мощность станции составляет лишь 279 МВт.
Воду для нужд охлаждения забирают из водохранилищ Погория, созданных на основе ресурса реки Чёрная Пшемша и её левого притока Погория.  
Связь с энергосистемой осуществляется по ЛЭП, рассчитанным на работу под напряжением 110 кВ и 220 кВ.